# Wyoming (szkuner)
Wyoming – amerykański sześciomasztowy szkuner zwodowany w 1909 roku, najdłuższy drewniany statek (żaglowiec) świata, jaki kiedykolwiek zbudowano (nośność 6004 DWT). 11 marca 1924 roku zatonął w czasie sztormu z całą załogą, złożoną z 14 osób, na Atlantyku u wybrzeży stanu Massachusetts.